# Florian Schwarthoff
Florian Schwarthoff (ur. 7 maja 1968 w Dortmundzie) – niemiecki lekkoatleta (płotkarz), medalista olimpijski z 1996.

## Kariera
Jako reprezentant RFN zdobył srebrny medal (za Tonym Jarrettem z Wielkiej Brytanii) w biegu na 110 metrów przez płotki na mistrzostwach Europy juniorów w 1987 w Birmingham. Odpadł w eliminacjach tej konkurencji na seniorskich mistrzostwach świata w 1987 w Rzymie. Na halowych mistrzostwach Europy w 1988 w Budapeszcie zajął 5. miejsce w biegu na 60 metrów przez płotki. Odpadł w ćwierćfinale biegu na 110 metrów przez płotki na igrzyskach olimpijskich w 1988 w Seulu. Zajął 6. miejsce w biegu na 60 metrów przez płotki na halowych mistrzostwach Europy w 1989 w Hadze.
Zdobył brązowy medal w biegu na 110 metrów przez płotki na uniwersjadzie w 1989 w Duisburgu. Na halowych mistrzostwach Europy w 1990 w Glasgow zdobył brązowy medal w biegu na 60 metrów przez płotki, za Igorsem Kazanovsem z ZSRR i Jarrettem. Odpadł w półfinale biegu na 110 metrów przez płotki na mistrzostwach Europy w 1990 w Splicie.
Występując w reprezentacji zjednoczonych Niemiec zajął 7. miejsce w finale biegu na 110 metrów przez płotki na mistrzostwach świata w 1991 w Tokio. Na igrzyskach olimpijskich w 1992 w Barcelonie zajął w tej konkurencji 5. miejsce. Był czwarty w biegu na 60 metrów przez płotki na halowych mistrzostwach świata w 1993 w Toronto. Zajął 5. miejsce w biegu na 110 metrów przez płotki na mistrzostwach świata w 1993 w Stuttgarcie.
Zdobył srebrny medal w biegu na 110 metrów przez płotki na mistrzostwach Europy w 1994 w Helsinkach za Colinem Jacksonem, a przed Tonym Jarrettem. 2 lipca 1995 w Bremie ustanowił rekord Niemiec w tej konkurencji znakomitym wynikiem 13,05 s. Był jednym z faworytów biegu na tym dystansie na mistrzostwach świata w 1995 w Göteborgu, ale przewrócił się w półfinale i nie ukończył konkurencji.
Na igrzyskach olimpijskich w 1996 w Atlancie zdobył brązowy medal w biegu na 110 metrów przez płotki za Amerykanami Allenem Johnsonem i Markiem Crearem. Niemiecka sztafeta 4 × 100 metrów ze Schwarthoffem w składzie nie ukończyła biegu półfinałowego. Schwarthoff zajął 4. miejsce w biegu na 110 metrów przez płotki na mistrzostwach świata w 1997 w Atenach i takie samo na mistrzostwach Europy w 1998 w Budapeszcie. Był siódmy na tym dystansie na mistrzostwach świata w 1999 w Sewilli.
Zajął 6. miejsce w biegu na 110 metrów przez płotki na igrzyskach olimpijskich w 2000 w Sydney. Nie ukończył biegu półfinałowego w tej konkurencji na mistrzostwach świata w 2001 w Edmonton. Na halowych mistrzostwach Europy w 2002 w Wiedniu zajął 5. miejsce w biegu na 60 metrów przez płotki, a na mistrzostwach Europy w 2002 w Monachium był czwarty w biegu na 110 metrów przez płotki.
Schwarthoff dwanaście razy zdobywał mistrzostwo RFN, a później Niemiec w biegu na 110 metrów przez płotki w latach 1987, 1988, 1990-1992, 1994-1997, 1999, 2000 i 2002. W latach 1989 i 2001 był wicemistrzem, a w 1998 brązowym medalistą. Był również halowym mistrzem RFN i Niemiec w biegu na 60 metrów przez płotki w latach 1988–1990 i 1992, wicemistrzem w 1993 i 2002 oraz brązowym medalistą w 2001. Czterokrotnie ustanawiał rekord Niemiec na 110 metrów przez płotki do czasu 13,05, który do tej pory (lipiec 2019) nie został poprawiony.
Rekordy życiowe Schwarthoffa:
| Konkurencja                           | Data i miejsce         | Wynik |
| ------------------------------------- | ---------------------- | ----- |
| bieg na 110 metrów przez płotki       | 2 lipca 1995, Brema    | 13,05 |
| bieg na 50 metrów przez płotki (hala) | 24 lutego 2002, Liévin | 6,56  |
| bieg na 60 metrów przez płotki (hala) | 14 marca 1985, Toronto | 7,54  |

Jest z zawodu architektem. Pracuje przy projektowaniu stadionów.